# Semécourt
Semécourt település Franciaországban, Moselle megyében. Lakosainak száma 1023 fő (2022. január 1.). Semécourt Fèves, Maizières-lès-Metz és Marange-Silvange községekkel határos.

## Népesség
A település népessége az elmúlt években az alábbi módon változott:
| Lakosok száma | 509  | 733  | 835  | 838  | 907  | 953  | 995  | 1021 | 1021 | 1023 |
|               | 1968 | 1982 | 1990 | 2006 | 2013 | 2015 | 2017 | 2019 | 2020 | 2022 |